# Запорізький обласний художній музей
Запорізький обласний художній музей — обласний художній музей, розташований у місті Запоріжжі. Один з наймолодших музеїв України.

## Історія
Музей засновано 29 вересня 1971 року. З 1990 року музей очолює мистецтвознавець Борисова Галина Степанівна.

## Фонди
Сьогодні музей гідно репрезентує образотворче мистецтво України та Росії XIX-ХХ століть. Окрасою колекції стали твори таких визначних митців живопису, як: Шишкін Іван Іванович, Боголюбов Олексій Петрович, Айвазовський Іван Костянтинович, Світославський Сергій Іванович, Васильківський Сергій Іванович, Пимоненко Микола Корнилович, Мурашко Олександр Олександрович, Бенуа Олександр Миколайович, Коровін Костянтин Олексійович, Серебрякова Зінаїда Євгенівна, Кончаловський Петро Петрович, Богомазов Олександр Костянтинович, Бурлюк Давид Давидович, Яблонська Тетяна Нилівна, Глущенко Микола Петрович та інші.
У збірці графіки широко відомі імена: В. Фаворський, Павленко Оксана Трохимівна, Касіян Василь Ілліч, Якутович Георгій В'ячеславович та інші.
Збірка скульптури виявляє різноманітність творчих індивідуальностей таких майстрів, як Кавалерідзе Іван Петрович, Лисенко Михайло Григорович, Кальченко Галина Никифорівна, Прокопов Євген Йосипович та інші.
Фонд новітнього українського мистецтва початку XXI століття формують своїми дарами сучасні живописці: Марчук Іван Степанович, Гуменюк Феодосій Максимович, Сільваші Тіберій Йосипович, Ройтбурд Олександр Анатолійович та інші.
У скарбниці Запорізького художнього музею зберігаються чотири з половиною тисячі творів українського народного декоративного мистецтва. Зібрані в результаті багаторічної цілеспрямованої пошукової роботи в експедиціях по селах, у творчих майстернях і на виставках, вони відображають традиції різних регіонів України.
Колекція народного мистецтва музею — багатогранна й насичена. Вона включає в себе художню обробку дерева, яскравий рослинно-квітковий петриківський розпис, композиції Марії Примаченко, розписи сестер Гоменюк, традиційні писанки та мереживні витинанки, художні вироби з глини (опішнянська, васильківська й косівська кераміка), порцеляна, гутне й кришталеве скло, український народний костюм із різних регіонів, полтавські й львівські килими, ткані вироби Богуслава, Кролевця, Решетилівки та вишиті рушники.

## Діяльність
Провідний напрям в роботі музею — виставкова діяльність. Вже організовано понад 300 виставок — з Ермітажу, Державної Третьяковської галереї, музею образотворчого мистецтва ім. О. С. Пушкіна, музеїв Києва, Прибалтики, Середньої Азії, Кавказу, а також Франції (Жан Аві, 2000р), США, Австрії, Хорватії, Словаччини, Кіпру, Польщі, Австралії, Китаю, тематичні виставки з власних фондів та презентації творів запорізьких художників. За час діяльності музею підготовлено до друку та видано понад 50 каталогів, альбомів, буклетів музейних виставок та окремих колекцій з фондів музею.

## Галерея

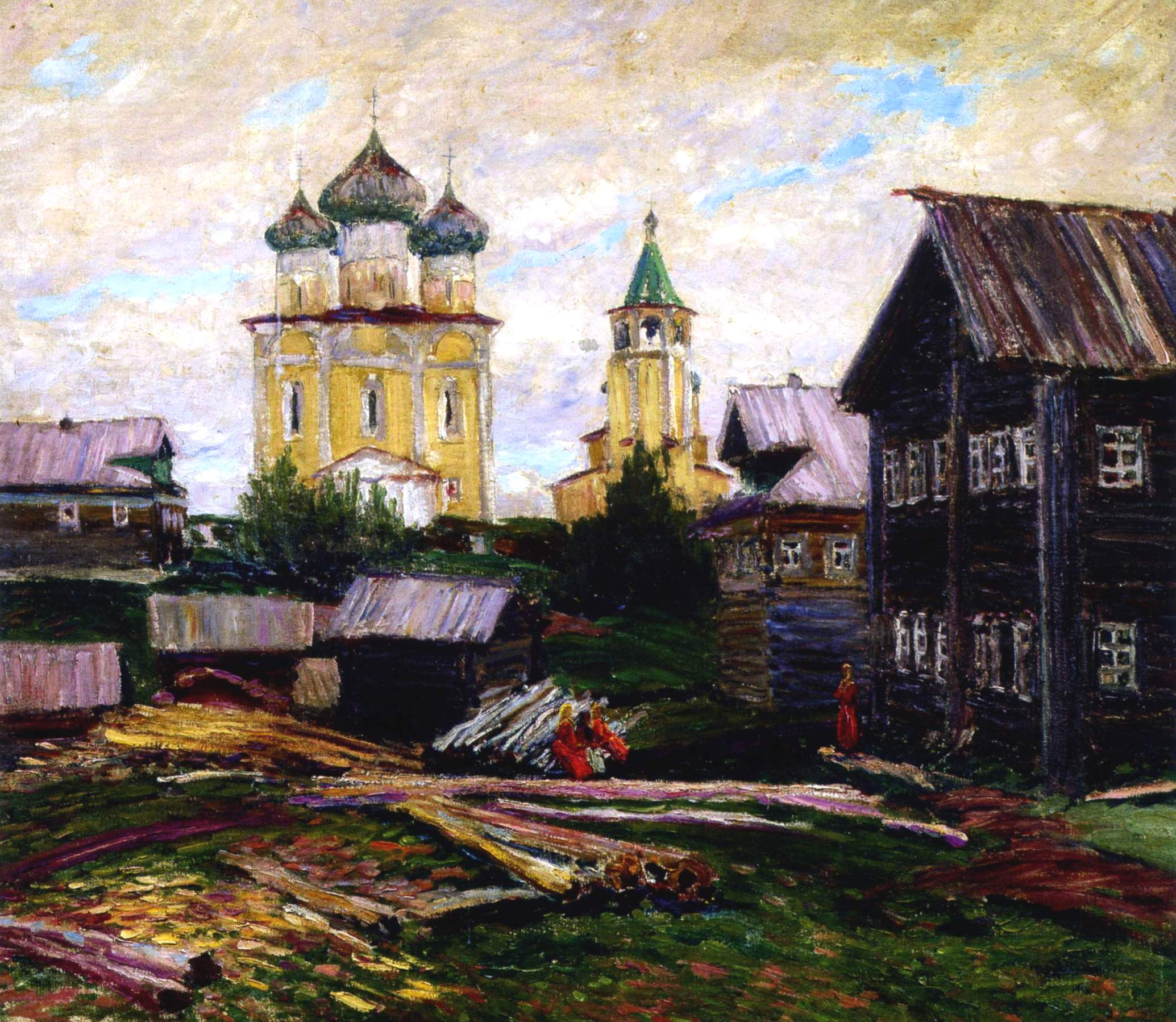
Василь Перепльотчиков. Північне село (1913)
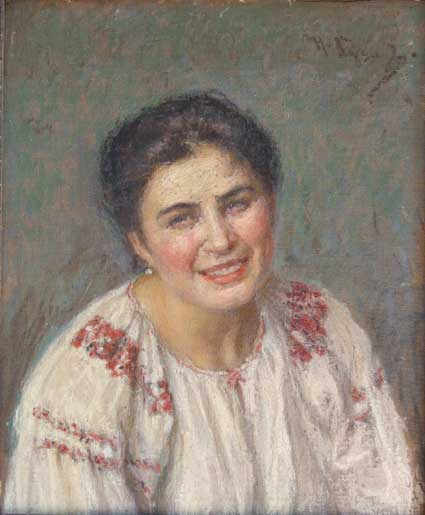
Микола Кузнецов. Портрет А.Н.К. (1893)
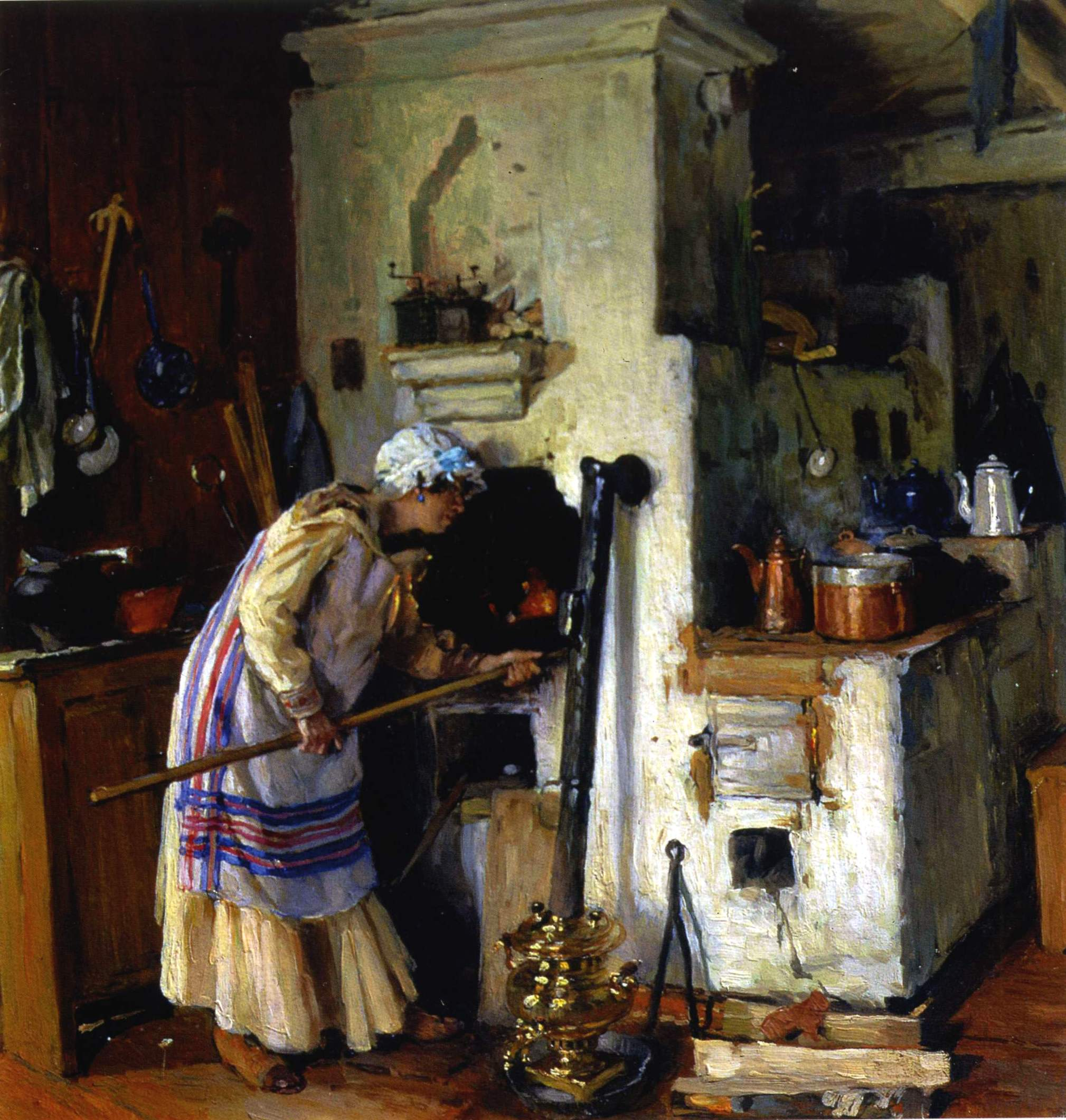
Олександр Маковський. Новий обов'язок, 1918